# Campoletis argentifrons
Campoletis argentifrons là một loài tò vò trong họ Ichneumonidae.